# Agapophytus queenslandi
Agapophytus queenslandi är en tvåvingeart som beskrevs av Krober 1929. Agapophytus queenslandi ingår i släktet Agapophytus och familjen stilettflugor. Inga underarter finns listade i Catalogue of Life.